# RhB Xrot et
Als Xrot et werden bei der Rhätischen Bahn elektrisch betriebene Schneeschleudern mit Führerstand bezeichnet.
Mitte der 1960er Jahre entschied man sich bei der RhB einen Ersatz für die Dampfschneeschleudern zu suchen, und die Dampfschneeschleudern nur noch für grosse Schneefälle oder Lawinenniedergänge einzusetzen. Hinzu kam, dass die Stammnetz-Schneeschleudern 1966 ausgemustert wurden, und die Dampfschneeschleudern der Berninabahn somit auch auf dem Stammnetz zum Einsatz kamen. Zu der damaligen Zeit hatte man mit Dieselmotoren bei Kälte öfters Probleme, mit der elektrischen Schneeschleuder hingegen fast keine Probleme, darum entschied man sich für einen elektrischen Betrieb der neuen Schneeschleudern.
Das Pflichtenheft für die Schneeschleudern beinhaltete folgende Punkte:
- Zwei leistungsstarke Beilhack-Schneeschleudern für 1 kV Gleichspannung
- Die Schneeschleudern sind nicht selbstfahrend, es sollte deshalb im Führerstand neben der Schleuder auch das Triebfahrzeug (meist RhB ABe 4/4 II oder RhB Gem 4/4) bedient werden können
- Beim Ausfall der Fahrleitung soll der Betrieb immer noch gewährleistet sein, ebenfalls soll ein Einsatz auf dem Stammnetz möglich sein

## Betrieb
Die Xrot et muss von einem Triebfahrzeug geschoben werden, bei intakter Fahrleitungsspannung kann dies auf der Berninalinie z. B. mit einem ABe 4/4 II oder Gem 4/4 erfolgen. Damit die Xrot et jedoch auch auf dem Stammnetz beziehungsweise auf der Arosabahn verwendet werden können, musste einerseits ein anderes Triebfahrzeug, andererseits ein Energielieferant für die Xrot et beschafft werden. Diese beiden Anforderungen wurden in der Beschaffung der RhB Gem 4/4 vereint. Die Gem 4/4 besitzt zwei Dieselmotoren gekoppelt mit Gleichstromgeneratoren, sie kann entweder direkt von der Fahrleitung mit Spannung versorgt werden, in diesem Fall wird auch die Xrot et von ihrem eigenen Stromabnehmer versorgt, oder durch die zwei Dieselmotoren. Im Verbund mit einer Xrot et wird einer der zwei Dieselmotoren für die Energieversorgung des Fahrzeugs verwendet, dabei wird die Xrot et über ein Kabel mit der Gem 4/4 verbunden. Der zweite Dieselmotor wird für die Versorgung der Fahrmotoren der Gem 4/4 verwendet. Dieser Verbund kann somit in reinem Dieselbetrieb arbeiten und ist somit auf den gesamten Netz der RhB einsetzbar.

## Aufbau
Mit einer Räumbreite von 3,6 m und einer Räumleistung von 6 000 t/h waren die Schleuder auch für den Hersteller Beilhack eine Neuheit und Herausforderung. Eine Besonderheit ist ebenfalls, dass der gesamte Aufbau auf dem Drehgestell um 180° drehbar ist.

## Einsatz
Der Einsatz der neuen Schneeschleudern ersparte hohe Personal- und Aufwandkosten, unter Berücksichtigung, dass sie auf der Berninalinie an bis zu 60 Tagen im Jahr im Einsatz sind. Ebenfalls hatte man nun die Möglichkeit eine Schleuderkomposition bestehen aus Xrot et und Gem 4/4 auf dem gesamten Netz der RhB, unabhängig von den drei Stromsystemen einzusetzen.

## Umbauten
Trotz Filtersystemen hatten die Schneeschleudern zu Beginn Probleme damit, dass zu viel Flugschnee durch die Frischluftkühlung in den Motorenraum gelang. Das Problem wurde umgangen, indem die Luftkühlung von Frischluft auf Umluft umgebaut wurde, was angesichts der kalten Temperaturen während des Betriebes keine Probleme verursachte.